# Hennssy Auriantal
Hennssy Auriantal (1975) è un ex cestista e allenatore di pallacanestro canadese.
É il fratello di Manix Auriantal, anch'egli cestista.

## Carriera
Con il Canada ha disputato i Giochi panamericani del 1999.